# Ардец
Ардец (нем. Ardez) — деревня и бывшая коммуна в Швейцарии, в кантоне Граубюнден.
До 2014 года имела статус отдельной коммуны. 1 января 2015 года вошла в состав коммуны Скуоль. Входит в состав региона Энджадина-Басса/Валь-Мюштайр (до 2015 года входила в округ Инн).
Население составляет 430 человек (на 31 декабря 2006 года). Официальный код  —  3741.

## Фотографии
- Замок
- Церковь